# 金光勋
金光勋（1982年1月31日—）是一名韩国举重运动员，身高1.66米。2009年参加东亚运动会获77公斤级金牌，次年在广州亚运会中以369千克夺得男子85公斤级举重季军。